# Wolfgang von Grünenstein
Wolfgang von Grünenstein (* 15. oder 16. Jahrhundert; † 1557) war von 1535 bis 1557 Fürstabt des Fürststifts Kempten sowie Nachfolger von Sebastian von Breitenstein. Das Wirken Grünensteins in diesem Amt wird oft mit einer gewissen Klugheit und Tüchtigkeit beschrieben; er war um einen auf „Ausgleich gerichteten Umgang“ mit der benachbarten Reichsstadt Kempten bemüht, um das Verhältnis zwischen den beiden rivalisierenden Teilen der Doppelstadt zu stabilisieren.

## Leben
Wolfgang von Grünenstein war gegen das Luthertum, ging dagegen aber in einem ausgewogenen Maß vor, verbot jedoch die neue Glaubensrichtung im gesamten stiftkemptischen Gebiet. König Ferdinand erkannte seine Fähigkeiten und machte ihn 1549 zum Statthalter der österreichischen Gebiete in Schwaben und Tirol. Dies zwang den gefürsteten Abt Grünenstein dazu, seinen langfristigen Aufenthalt nach Innsbruck zu verlegen.
Während seiner Abwesenheit in Kempten wurde er von seinem späteren Amtsnachfolger, dem Konventsherrn Georg von Gravenegg vertreten. Kurz vor seinem Ableben legte Wolfgang von Grünenstein seine Tätigkeit als Statthalter in Innsbruck nieder und kehrte ins Allgäu zurück.
Nachdem die Stiftskirche St. Maria, in der sich seine Grabstätte befand, im Jahre 1632 zerstört wurde, wurden seine Gebeine in die Krypta der neuen Stifts- und Pfarrkirche St. Lorenz übertragen.

## Wirken
Als Förderer der Wissenschaften unterstützte er die im Jahr 1543 gegründete schwäbische Benediktinerakademie des Klosters Ottobeuren und die in Freiburg im Breisgau frisch gegründete Universität für die vorderösterreichischen Lande.
Von Wichtigkeit geprägt war auch seine Besitzmehrung für das Fürststift. 1537 erwarb er den Weiler Eichelschwang, ein Jahr später den Besitz des Kemptener Spitals in Kimratshofen und 1539 die Herrschaft Kipfenberg. Wichtig waren Grünenstein anscheinend auch die Kirchen in Kimratshofen und Waltenhofen; hier erwarb er die städtischen Rechte an den Kirchen, um dort protestantische Einflüsse verhindern zu können.
Ein Jahrzehnt später brachte Grünenstein das niedere Gericht, die Ehehaften, Güter und Leute aus Huttenwang, Algis und Wolfholz an das Stift. 1551 trat ihm Simprecht von Benzenau die Burg Kemnat mit Klein-Kemnat, Friesenried und Blöcktach, die Vogtei Irsee mit der hohen Gerichtsbarkeit im Klostergebiet ab. Ebenso fiel im gleichen Jahr die Burg Baldenstein wieder an das Fürststift zurück; durch einen Tausch wurde außerdem die Herrschaft Waldegg erworben.